# Oreste Canova
Oreste Canova (fl. XX secolo) è stato un calciatore italiano, di ruolo portiere.

## Carriera
Inizia a difendere la porta della squadra ferrarese dal 1919. Con la SPAL disputa 8 gare nel campionato di Prima Divisione 1922-1923.
Lasciata la SPAL nel 1925, milita nell'Omegnese, che in seguito cambia denominazione in Cusiana.